# Пять углов (фильм, 1987)
«Пять углов» (англ. Five Corners) — американский кинофильм 1987 года.

## Сюжет
Действие фильма происходит в 1964 году в Нью-Йорке, в квартале Пять углов (Бронкс). Хейнц — психически нездоровый молодой человек, недавно отбывший срок в тюрьме и вышедший на свободу. За решётку он попал после попытки изнасилования своей соседки Линды. Хейнц пытается снова с ней встретиться. В прошлый раз Линду защитил её жених Гарри, но теперь он поменял свои убеждения на непротивление злу насилием.
Понимая, что Хейнц не отстанет и может потерять над собой контроль при отказе, Линда вынуждена принять его приглашение. Они встречаются в полночь в парке. Хейнц приготовил для девушки приятный сюрприз — он украл специально для неё из городского зоопарка двух пингвинов.

## В ролях
- Джоди Фостер — Линда
- Тим Роббинс — Гарри
- Джон Туртурро — Хейнц
- Тодд Граф — Джейми

## Премии и номинации
- 1989 — премия Независимый дух — лучшая актриса Джоди Фостер.
  - номинации в категориях лучший сценарий, лучшая мужская роль.